# جانی هریس
جانی هریس (انگلیسی: Jonny Harris) بازیگر اهل کانادا است.
از فیلم‌ها یا مجموعه‌های تلویزیونی که وی در آن‌ها نقش داشته‌است، می‌توان به صخره برایتون و ماجراهای مرداک اشاره نمود.